# Кабинет (комната в ресторане)

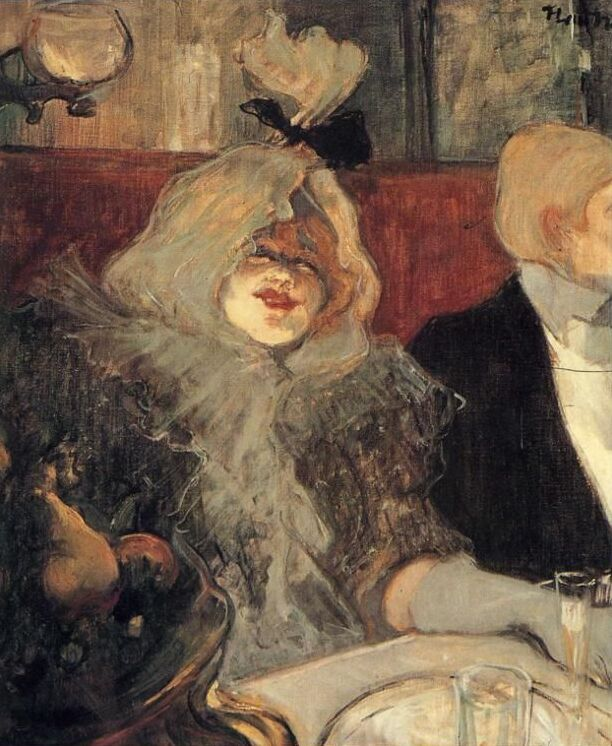
Тулуз-Лотрек. В отдельном кабинете

Кабинет (также отдельный кабинет, от фр. Cabinet particulier) — отдельная комната или отгороженная занавеской секция в ресторане или кафешантане.

## Терминология
Во многих языках кабинет обозначается французским словом фр. séparée, которое, однако же, не популярно во Франции (там используется фр. Cabinet particulier).

## Устройство

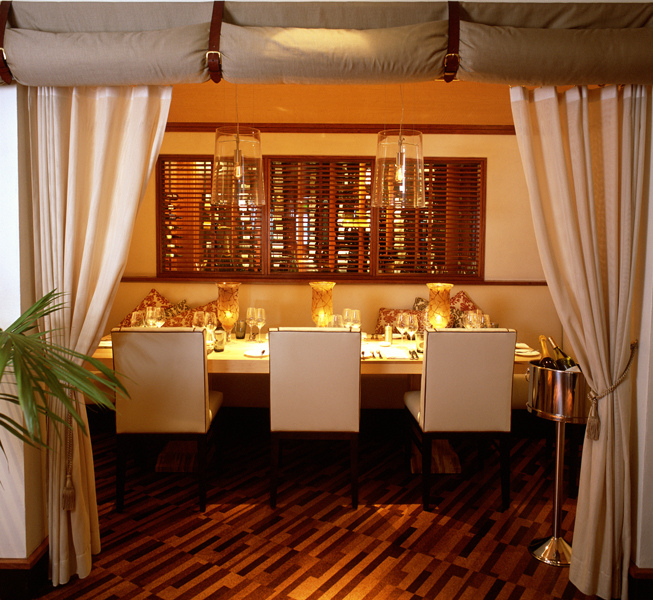
Кабинет в ресторане в Сан-Диего

В Париже отдельные кабинеты в ресторанах появились ещё до Французской революции. По мнению Спанг, наличие кабинетов служило одним из отличий парижских ресторанов от кафе.
Количество и размер кабинетов зависели от размещения ресторана. Так в начале XIX века в квартале Гро-Кайю, в который парижане стекались для отдыха, ресторан «Экю де Франс» имел 10 больших кабинетов, в каждом из которых было от двух до шести столов и от четырёх до десяти простых стульев. В то же время знаменитый ресторан Жака Ноде (фр. Jacques Christophe Naudet) в Пале-Рояль имел лишь четыре кабинета на третьем этаже.
Кабинеты в здании ресторана были обычно удалены от общих залов; иногда ресторан даже имел для них второй, отдельный, вход.
По мнению Маши Беленки, в XIX веке общие залы ресторанов использовались буржуазией для демонстрации своих новообретённых манер и богатства, в то время как кабинет играл роль «общественного будуара», демонстрирующего зыбкость границы между частным и публичным пространствами и ассоциирующегося с внебрачными связями и тайной политикой. 
Роскошь отделки общего зала ресторана контрастировала с простотой обстановки кабинета: стол, стулья, зеркало и иногда софа. Рич отмечает, что в XIX веке парижане были уверены, что «те, кто пришли в ресторан поесть, едят в общем зале, а те, кто пришли с другой целью, едят в кабинетах». В первой трети XIX века автор труда о ресторанах даже был вынужден напомнить читателям, что в кабинетах, вообще-то, можно и просто поесть.
В России впервые кабинеты появились в Санкт-Петербургских ресторанах в середине XIX века. Считается, что первым в России завёл их в 1849 году И. И. Излер в своём кафе-ресторане по адресу Невский проспект, дом 42.
В драме Б. М. Маркевича «Чад жизни» (1884) устройство кабинета описывается так:
Обстановка подержанная, но чистая. Ковёр. Входная дверь в глубине сцены. В углу направо от зрителя камин; над ним зеркало. По той же стороне окно с опущенными занавесями, а параллельно с ним кушетка и кресло. Диван с мягкими подушками. Ближе к авансцене круглый стол, накрытый на три прибора, на котором горят свечи. Кресла и стулья у стен.

## В искусстве

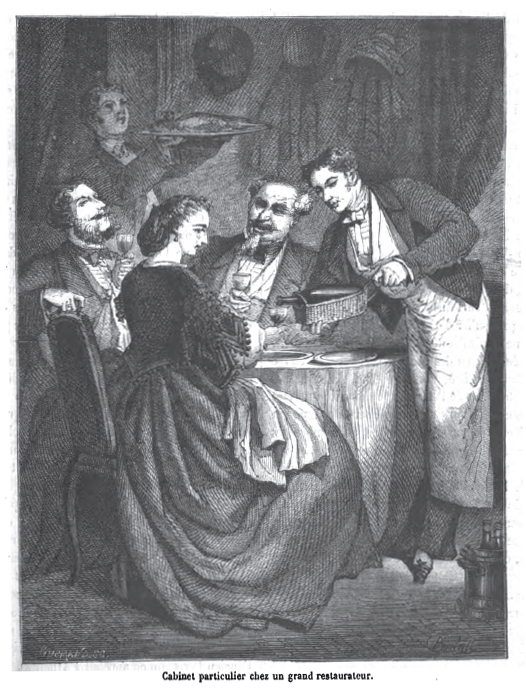
Сцена в кабинете (французская гравюра 1863 года)

В искусстве кабинет являлся символом разврата. Традиционная в искусстве связь между кулинарией и половым актом подчёркивалась устройством кабинетов во французских ресторанах, специально рассчитанных на романтические ужины.
Упомянув возможности, которые двусмысленность кабинета предоставляла для драматургии (от водевиля 1832 года Сентинa и Дюве фр. Les cabinets particuliers до вышедшей в 1897 году пьесы Жоржа Фейдо фр. Séance de nuit) Беленки особо отмечает роль кабинетов в романах, подробно разбирая эпизоды из «Добычи» Золя и «Милого друга» Мопассана. Ребекка Спанг, разбирая запутанный сюжет фр. Les cabinets particuliers, замечает, что герои пьесы дважды заявляют владельцу ресторана, в котором происходит действие, что они не хотят заказывать никакой еды. Она же особо выделяет рисунки Гаварни, который вновь и вновь обращался к теме кабинетов для критики распущенности во времена Июльской монархии.

## Проституция
Вскоре после своего появления кабинеты стали активно использоваться для проституции. Во французском языке появился даже эвфемизм для проститутки: фр. soupeuse («ужинающая»); это слово словарь просторечий 1887 года тактично определил как «женщину, любящую отдельные кабинеты».
В Российской империи полицейские правила запрещали запоры на дверях кабинетов в ресторанах.
В рамках борьбы с проституцией в 1920-х годах в Пензе было предложено уничтожить «отдельные кабинеты в ресторанах и пивных».

## Внебрачные связи
Популярности использования кабинетов для супружеских измен способствовала особенность французского законодательства девятнадцатого века, которая позволяла женщине возбуждать дело об адюльтере только в том случае, когда муж приводил любовницу домой. Согласно Спанг, французское общество того времени рассматривало кабинеты — как и проституцию — в качестве «предохранительного клапана» для мужчин.